# Blok s
Blok s jsou dva sloupce v levé části periodické tabulky prvků. První sloupec je skupina prvků nazývaná alkalické kovy (ve vedlejší tabulce červená barva) a druhý sloupec je skupina nazývaná kovy alkalických zemin (oranžová barva). Obě skupiny patří mezi osm hlavních skupin periodické tabulky. Do první skupiny patří také vodík (zelená barva) a do druhé skupiny helium (modrá barva vpravo), které jako prvky s nejnižšími atomovými čísly mají výjimečné postavení a vlastnosti.

Atom vodíku je prvním prvkem bloku s. Obsahuje pouze 1 elektron ve valenční sféře.

Struktura periodické tabulky byla původně uspořádána v pořadí rostoucích atomových čísel a vytvářela by tak jeden dlouhý řádek. Určité prvky však vykazovaly podobné vlastnosti, a proto byly umístěny pod sebe. Kritériem pro začátek nového řádku byla chemická podobnost a později (po objevu struktury elektronového obalu) stejný počet valenčních elektronů. Výsledkem je rozdělení periodické tabulky do bloků s, p, d, f.
Název bloku s odpovídá tomu, že jeho prvky mají valenční elektrony (elektrony s nejvyšší energií v poslední slupce) umístěny v orbitalech s. Jejich obecná valenční konfigurace je ns1–2, kde n je číslo slupky (také periody), s je název orbitalu a 1-2 je počet elektronů. Každý orbital tedy obsahuje maximálně dva elektrony, které se účastní reakcí a (kromě helia) velmi ochotně přecházejí k jiným prvkům za vzniku kationtů (prvek bloku s) a aniontů (jiný reagující prvek).

## Vlastnosti prvků bloku s
- Chemické a fyzikální vlastnosti prvků bloku s lze vysvětlit strukturou jejich elektronového obalu. Prvky tohoto bloku se (stejně jako všechny ostatní prvky periodické tabulky) snaží dosáhnout konfigurace elektronového obalu nejbližšího vzácného plynu - tedy plné valenční slupky. Toho lze u bloku s dosáhnout předáním jednoho nebo dvou elektronů jinému prvku. Proto jsou všechny prvky bloku s (kromě helia) vysoce reaktivní a jedná se o silná redukční činidla.
- 1. skupina bloku s je tvořena alkalickými kovy. Patří sem prvky lithium, sodík, draslík, rubidium, cesium a francium. Tyto prvky jsou velmi reaktivní a v přírodě se nacházejí pouze ve sloučeninách. Musí být skladovány pod vrstvou nereaktivní a inertní látky.
- 2. skupina bloku s je tvořena kovy alkalických zemin. Patří sem prvky beryllium, hořčík, vápník, stroncium, baryum a radium. Vlastnostmi se podobají alkalickým kovům, nejsou však tak reaktivní.
- Kovy bloku s jsou vysoce elektropozitivní a často tvoří iontové sloučeniny s nekovy, zejména s vysoce elektronegativními halogenovými nekovy. Všechny například reagují s chlorem za vzniku bezbarvých solí, které krystalizují ve krychlové soustavě (LiCl, NaCl, KCl, RbCl, CsCl a FrCl).
- Kovy bloku s jsou většinou měkké, stříbřitě bílé a mají obecně nízké body tání a varu. Většina z nich zabarvuje plamen.
- Většina prvků bloku s (kromě hořčíku a beryllia) reaguje prudce s vodou za vzniku vodíku a příslušného hydroxidu. Proto musí být uchovávány pod vrstvou inertního uhlovodíku nebo pod argonem. Dříve se běžně uchovávaly v petroleji.

Výjimečné postavení v bloku s mají vodík a helium:
- Vodík je nejlehčí a nejjednodušší plynný chemický prvek. Vytváří sloučeniny se všemi prvky periodické tabulky (s výjimkou vzácných plynů), zejména pak s uhlíkem, kyslíkem, sírou a dusíkem. Ty tvoří základní stavební jednotky života na Zemi. Vodík tvoří také převážnou část hmoty ve vesmíru.
- Helium patří mezi vzácné plyny. Je inertní (velmi málo reaktivní) a netvoří žádné sloučeniny s ostatními prvky. V zemské atmosféře se vyskytuje jen ve vyšších vrstvách a díky své mimořádně nízké hmotnosti postupně z atmosféry vyprchává do meziplanetárního prostoru. Je druhou nejvíce zastoupenou složkou vesmírné hmoty.

## Orbitaly a prvky bloku s

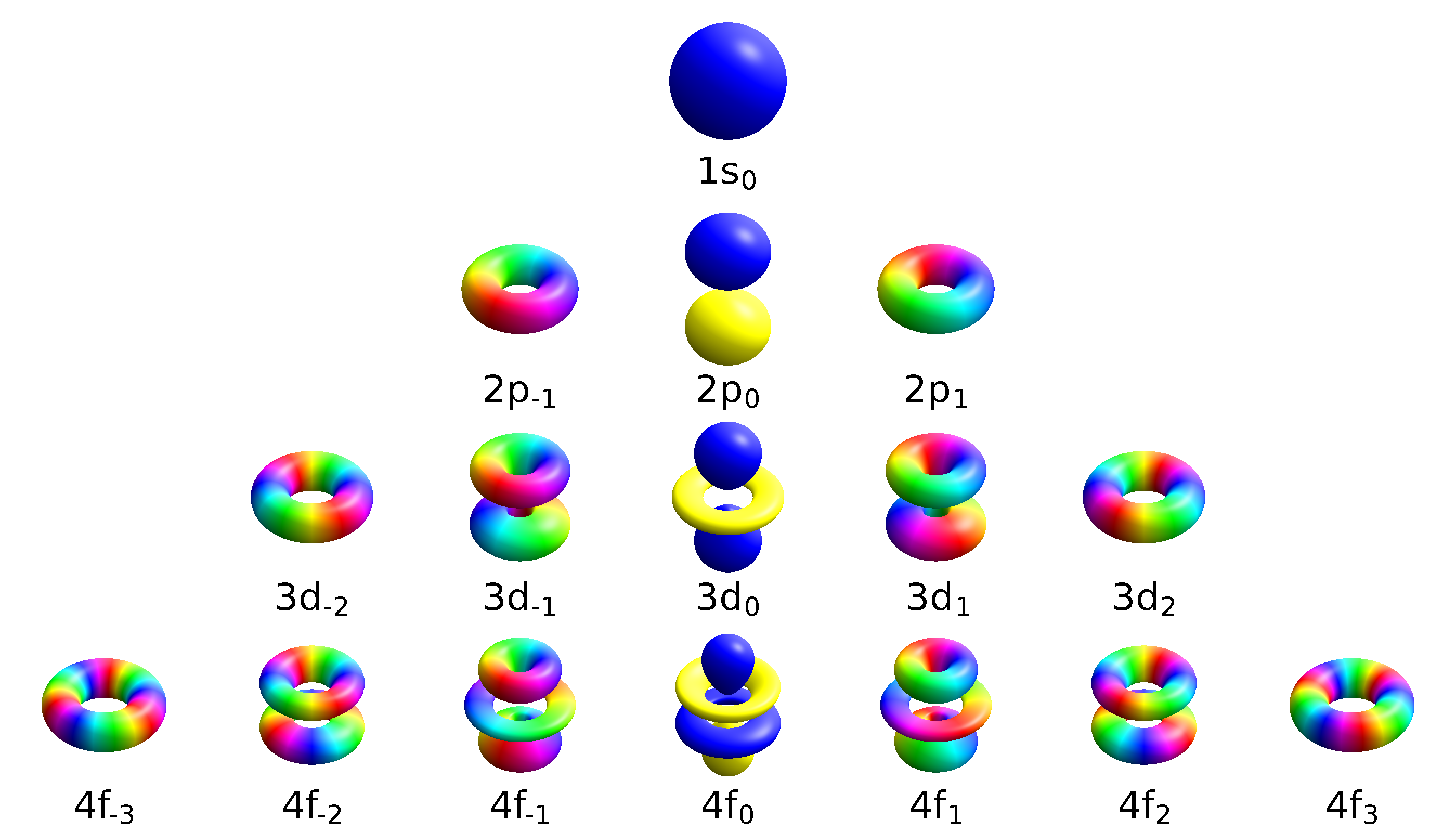
Tvary orbitalů s, p, d, f ve čtyřech vrstvách n = 1, 2, 3, 4

Blok s obsahuje prvky, které mají valenční elektrony (elektrony s nejvyšší energií) umístěny v orbitalech s. V každém z orbitalů lze umístit pouze dva elektrony. Prvky bloku s tak mohou mít ve valenční slupce pouze 2 elektrony, neboť v ní mohou obsahovat pouze jeden orbital s. Jejich obecná valenční konfigurace je ns1–2, kde n je číslo slupky (také periody), s je název orbitalu a 1–2 je počet elektronů.
Dalšími bloky v periodické tabulce jsou bloky p, d, f obsahující prvky, které mají valenční elektrony umístěny v orbitalech p, d, f....
Každý orbital je určen čtyřmi kvantovými čísly:
- Hlavní kvantové číslo (n) určuje vzdálenost mezi elektronem a jádrem a s rostoucí vzdáleností elektronu od jádra se zvyšuje. Nabývá hodnot celých čísel 1, 2, 3, ... (používají se také písmena K, L, M, …). Elektrony, které mají stejné hlavní kvantové číslo, jsou stejně vzdálené od jádra a mají přibližně stejnou energii. Nacházejí se proto ve stejných slupkách (vrstvách) elektronového obalu.
- Vedlejší kvantové číslo (l) popisuje tvar orbitalu nebo také podslupku. Označuje se malými písmeny s, p, d, f (zkratka s, p, d, f pochází ze spektroskopických anglických pojmů sharp, principal, diffuse, fundamental). Matematicky vyjadřuje velikost momentu hybnosti a může nabývat tyto hodnoty l = 0 pro orbital s, l = 1 pro orbital p, l = 2 pro orbital d, l = 3 pro orbital f.
- Magnetické kvantové číslo (m) popisuje prostorovou orientaci orbitalu. Je to vlastně projekce momentu hybnosti do libovolně zvolené osy. Elektrony v určité podslupce (s, p, d, f) jsou definovány hodnotami l (0, 1, 2, 3) a hodnota m se tak může pohybovat od -l do +l, včetně nuly.
- Spinové kvantové číslo (s) definuje spin dané elektronu (směr jeho otáčivost kolem své osy) a může nabývat pouze dvou hodnot +1/2 nebo -1/2. V každém z orbitalů lze umístit dva elektrony s opačnými spiny.

| Orbitaly, kvantová čísla a slupky | Orbitaly, kvantová čísla a slupky                         | Orbitaly, kvantová čísla a slupky  | Orbitaly, kvantová čísla a slupky |
| Orbital                           | Hodnoty kvantových čísel                                  | Počet hodnot pro {\displaystyle m} | Počet elektronů ve slupce         |
| --------------------------------- | --------------------------------------------------------- | ---------------------------------- | --------------------------------- |
| s                                 | n = 1, l = 0, m = 0, s = +1/2 nebo -1/2                   | 1                                  | 2                                 |
| p                                 | n = 2, l = 1, m = -1,0,+1, s = +1/2 nebo -1/2             | 3                                  | 6                                 |
| d                                 | n = 3, l = 2, m = -2,-1,0,+1,+2, s = +1/2 nebo -1/2       | 5                                  | 10                                |
| f                                 | n = 4, l = 3, m = -3,-2,-1,0,+1,+2,+3, s = +1/2 nebo -1/2 | 7                                  | 14                                |